# Évêque de Norwich
Pour le diocèse américain de Norwich, voir Liste des évêques de Norwich.

Armoiries des évêques de Norwich.

L’évêque de Norwich est responsable du diocèse de Norwich dans la province de Cantorbéry. Ce diocèse couvre la majeure partie du comté de Norfolk et une partie du comté de Suffolk. Le siège est situé à la cathédrale de Norwich.

## Histoire

### Origines

Les diocèses d'Angleterre au Xe siècle.

Le royaume d'Est-Anglie est converti au christianisme par Félix de Burgondie sous le règne de Sigeberht, au début des années 630. Il devient le premier évêque des Angles de l'Est. Après la démission de son troisième successeur, Bisi, survenue à une date incertaine après 672, le diocèse des Angles de l'Est est divisé en deux, avec un siège à Dunwich et l'autre à Elmham. Les deux évêchés sont durement frappés par les invasions vikings et disparaissent dans la deuxième moitié du IXe siècle, lorsque la région d'Est-Anglie est colonisée par les Scandinaves et devient une partie du Danelaw.
Un diocèse unique pour toute l'Est-Anglie est recréé vers le milieu du Xe siècle, avec Elmham pour siège. Il dure jusqu'en 1075, date à laquelle l'évêque Herfast quitte Elmham pour s'installer à Thetford.

### Le siège de Norwich
Herbert de Losinga obtient sa nomination en 1091 à l’évêché. Il déplace le siège à Norwich en 1094, sous le règne de Guillaume le Roux. La première pierre de la nouvelle cathédrale est posée en 1096. Au moment de sa mort en 1119, Herbert de Losinga a vu l’achèvement du chœur, entouré d’un chemin pour les processions, et qui est relié à trois chapelles de style normandes. Son successeur, l’évêque Elobard, voit se terminer la nef dans la première moitié du XIIe siècle. La cathédrale voit par la suite des modifications et ajouts, et elle subit des dégradations lors de la Réformation et des guerres civiles.
Le diocèse de Norwich comprend le Norfolk, le Suffolk et certaines parties du Cambridgeshire. À la fin du XVIIe siècle, il y avait 1121 paroisses. La majorité du Suffolk fut transféré du Norwich au nouveau diocèse de St Edmundsbury et Ipswich en 1914.

### Titre d'abbé
Après la Réforme protestante du XVIe siècle, le roi Henri VIII abolit le titre d'abbé en Angleterre avec seulement une exception ; l'abbé de l'Ordre de saint Benoît dans l'est du Norfolk. Parce que les abbés de cette abbaye, qui se trouve dans le district de The Broads, étaient plus pauvres que les autres, le roi décida d'amalgamer le titre d'abbé de Saint-Benoît avec celui d'évêque de Norwich. Par conséquent, l'évêque de Norwich est aussi abbé de Saint-Benoît.

## Liste des évêques de Norwich

### Évêques d'Elmham
| Début   | Fin       | Nom        | Remarques |
| ------- | --------- | ---------- | --------- |
| 672 × ? | 693 × ?   | Baduwine   |           |
| ? × 706 | 716 × ?   | Nothberht  |           |
| fl. 731 | fl. 731   | Heathulac  |           |
| 736     | 736 × ?   | Æthelferth |           |
| ? × 758 | 758 × ?   | Eanferth   |           |
| ? × 781 | 781 × ?   | Æthelwulf  |           |
| ? × 785 | 805 × ?   | Alhheard   |           |
| ? × 814 | 816 × ?   | Sibba      |           |
| ? × 816 | 824 × ?   | Hunferth   |           |
| ? × 824 | 845 × 869 | Hunberht   |           |

La succession épiscopale est interrompue par les invasions vikings jusqu'au milieu du Xe siècle.
| Début       | Fin            | Nom          | Remarques                                                              |
| ----------- | -------------- | ------------ | ---------------------------------------------------------------------- |
| ? × 955     | 966 × ?        | Eadwulf      |                                                                        |
| ? × 970     | 970 × ?        | Ælfric Ier   |                                                                        |
| ? × 974     | 974 × ?        | Théodred Ier |                                                                        |
| ? × 974     | 995 × 997      | Théodred II  |                                                                        |
| 995 × 997   | 7 octobre 1001 | Æthelstan    |                                                                        |
| 1001        | 1012 × 1016    | Ælfgar       | Prêtre à Christ Church. Démissonne. Mort le 24 ou le 25 décembre 1020. |
| ? × 1019    | 1023 × 1029    | Ælfwine      | Mort un 12 avril entre 1023 et 1029.                                   |
| 1023 × 1029 | 1038 ou 1039   | Ælfric II    | Mort en novembre 1038, en décembre 1038 ou le 9 janvier 1039.          |
| 1039        | 1042 × 1043    | Ælfric III   |                                                                        |
| 1043        | 1043           | Stigand      | Déposé.                                                                |
| 1043        | 1043 ?         | Grimketel    | Déposé.                                                                |
| 1044        | 1047           | Stigand      | Transféré à Winchester.                                                |
| 1047        | 1070           | Æthelmær     | Frère du précédent. Déposé.                                            |
| 1070        | 1075           | Herfast      | Déplace le siège de l'évêché à Thetford en 1075.                       |
| Sources :   |                |              |                                                                        |

### Évêques de Thetford
- 1075-1084 : Herfast
- 1085-1091 : Guillaume de Beaufeu
- 1091-1094 : Herbert de Losinga

### Évêques de Norwich jusqu'à la Réforme
- 1094-1119 : Herbert de Losinga
- 1121-1145 : Everard de Calne
- 1146-1174 : Guillaume de Turbeville
- 1175-1200 : Jean d'Oxford
- 1200-1214 : Jean de Gray
- 1215-1226 : Pandulf Masca
- 1226-1236 : Thomas Blunville
- 1236-1239 : Simon d'Elmham
- 1239-1243 : Guillaume de Raley
- 1245-1257 : Walter Suffield
- 1258-1266 : Simon Walton
- 1266-1278 : Roger Skerning
- 1278-1288 : William Middleton
- 1289-1299 : Ralph Walpole
- 1299-1325 : John Salmon
- 1325-1336 : William Airmyn
- 1336-1337 : Thomas Hemenhale
- 1337-1343 : Antony Bek
- 1344-1355 : William Bateman (fondateur de Trinity Hall à Cambridge)
- 1356-1369 : Thomas Percy
- 1370-1406 : Henri le Despencer
- 1407-1413 : Alexander Tottington
- 1413-1415 : Richard Courtenay
- 1416-1425 : John Wakering
- 1426-1436 : William Alnwick
- 1436-1445 : Thomas Brunce
- 1446-1472 : Walter Hart
- 1472-1499 : James Goldwell
- 1499-1500 : Thomas Jane
- 1501-1535 : Richard Nykke

### Pendant la Réforme
- 1536-1550 : William Rugg
- 1550-1554 : Thomas Thirlby
- 1554-1558 : John Hopton

### Après la Réforme
- 1560-1575 : John Parkhurst
- 1575-1584 : Edmund Freke
- 1585-1594 : Edmund Scambler
- 1594-1602 : William Redman
- 1603-1618 : John Jegon
- 1618-1619 : John Overall
- 1619-1629 : Samuel Harsnett
- 1629-1631 : Francis White
- 1632-1635 : Richard Corbet
- 1635-1638 : Matthew Wren
- 1638-1641 : Richard Montagu
- 1641-1656 : Joseph Hall
- 1661-1676 : Edward Reynolds
- 1676-1685 : Anthony Sparrow
- 1685-1690 : William Lloyd
- 1691-1707 : John Moore
- 1708-1721 : Charles Trimnell
- 1721-1723 : Thomas Green
- 1723-1727 : John Leng
- 1727-1732 : William Baker
- 1733-1738 : Robert Butts
- 1738-1748 : Thomas Gooch
- 1748-1749 : Samuel Lisle
- 1749-1761 : Thomas Hayter
- 1761-1783 : Philip Yonge
- 1783-1790 : Lewis Bagot
- 1790-1792 : George Horne
- 1792-1805 : Charles Manners-Sutton
- 1805-1837 : Henry Bathurst
- 1837-1849 : Edward Stanley
- 1849-1857 : Samuel Hinds
- 1857-1893 : John Pelham
- 1893-1910 : John Sheepshanks
- 1910-1942 : Bertram Pollock
- 1942-1959 : Percy Herbert
- 1959-1971 : Lancelot Fleming
- 1971-1985 : Maurice Wood
- 1985-1999 : Peter Nott
- 1999-2019 : Graham James
- depuis 2019 : Graham Usher